# Peter Thal
Peter Thal (* 14. Mai 1933) ist ein deutscher Wirtschaftshistoriker.

## Leben
Bis 1956 studierte Thal Wirtschaftswissenschaften an der Martin-Luther-Universität Halle-Wittenberg (MLU), wo er 1960 bei Gerhard Bondi dissertierte. 1967 erhielt er den Lehrstuhl für Geschichte der ökonomischen Lehrmeinungen an der MLU. In den Jahren danach wirkte er unter anderem als Institutsdirektor, Sektionsdirektor und Prorektor der MLU – bis die Sektion Wirtschaftswissenschaften der MLU 1992 „abgewickelt“ wurde.

## Werk
Gemeinsam mit Günter Fabiunke und Herbert Meißner setzte Thal es durch, dass das Lehrfach Geschichte der politischen Ökonomie für alle Wirtschaftsstudenten in der DDR erhalten blieb. Bereits in seiner Promotion A beschäftigte er sich mit dem Wirken von David Ricardo; die Promotion B erfolgte 1965 über Adam Smith. In seinen Forschungsprojekten beschäftigte sich Thal vorwiegend mit der klassischen englischen Nationalökonomie; dazu hat Thal Übersetzungen zentraler Werke von Smith erstellt.

## Schriften (Auswahl)
- Geschichte der politischen Ökonomie, Verlag Die Wirtschaft, Berlin 1976, 2., überarbeitete Auflage 1981, (gemeinsam mit Günter Fabiunke).
- Eine Untersuchung über das Wesen und die Ursachen des Reichtums der Nationen, Band I, übersetzt und eingeleitet von Peter Thal, Akademie-Verlag, Berlin 1963, 2. Aufl., Berlin 1976.
- Eine Untersuchung über das Wesen und die Ursachen des Reichtums der Nationen, Band II, übersetzt und eingeleitet von Peter Thal, Akademie-Verlag Berlin 1975.
- Eine Untersuchung über das Wesen und die Ursachen des Reichtums der Nationen, Band III, übersetzt und eingeleitet von Peter Thal, Akademie-Verlag, Berlin 1984.
- 200 Jahre Adam Smith’ Reichtum der Nationen, Protokoll des Internationalen Kolloquiums, Akademie-Verlag, Berlin 1976, (Hrsg. und Mitautor).
- Adam Smith gestern und heute.200 Jahre Reichtum der Nationen, Akademie-Verlag, Berlin 1976 (als Hrsg. und Mitautor)
- 30 Jahre marxistisch-leninistische Wirtschaftswissenschaften an der Martin-Luther-Universität Halle-Wittenberg.
- Das Studium der Ökonomie an der Martin-Luther-Universität in Vergangenheit und Gegenwart.
- Prognostische Anforderungen an den theoretischen und praktischen Bildungsinhalt des Universitätsstudiums.
- Die Theorie der internationalen Arbeitsteilung und der komparativen Kosten.